# 王立宇宙軍 オネアミスの翼
『王立宇宙軍 オネアミスの翼』（おうりつうちゅうぐん オネアミスのつばさ、英: Royal Space Force: The Wings of Honnêamise）は、1987年に公開された日本のアニメーション映画。GAINAX製作。
地球とよく似た架空の惑星にあるオネアミス王国を舞台に、王立宇宙軍の士官シロツグが史上初の宇宙飛行士に志願し、仲間とともにロケット打ち上げを目指すというファンタジー・SF作品。
バンダイが初めて制作した映画作品である。

## あらすじ
1950年代の地球に似ている「もうひとつの地球」にある「オネアミス王国」、正式国名「オネ・アマノ・ジケイン・ミナダン王国連邦」が舞台となる。
序盤
「失敗ばかり」「なにもしない軍隊」と揶揄され、オネアミス王国の世間からは落第軍隊として見下されている王立宇宙軍。宇宙軍士官のシロツグ・ラーダットはかつては水軍のジェット戦闘機乗りにあこがれていたが、学業の成績に応じて仕方なく入った宇宙軍で張り合いのない日々を送っていた。
ある夜、同僚たちと訪れた歓楽街で、シロツグは献身的に布教活動を行う少女・リイクニ・ノンデライコと出会い、ビラを受け取る。多少の下心を秘めてリイクニの住居を訪れたシロツグだったが、彼女から「戦争をしない軍隊」である宇宙軍をほめられて、思わず発奮する。
中盤
その後、将軍から人類初の有人宇宙飛行計画を明かされると、宇宙飛行士に志願する。最初は呆れていた同僚たちもシロツグのやる気に感化され、宇宙旅行協会の老技術者たちとともにロケット打ち上げの準備を進める。
落ちこぼれ軍隊の凡庸な軍人から「国家的英雄」にまで祭り上げられるシロツグだったが、打ち上げ計画の裏事情、多額の税金を使う宇宙開発の是非、開発責任者である博士の事故死……など、つらい現実に直面する。
そうした現実から逃げるように、シロツグはリイクニ宅に入り浸るようになる。
終盤
さらに、計画を妨害するため敵国「共和国」が放った暗殺者に命を狙われ、街を逃げ回る。自己防衛のためとはいえ暗殺者を殺してしまったシロツグは、大きなショックを受ける。シロツグはリイクニに救いを求めようとするが、宗教にひたむきな彼女とはすれ違うばかりで、むしろ彼女と暮らす幼な子マナとの交流に心を癒される。
宇宙軍の縮小を考えているオネアミス王国の上層部の政治的な思惑から、隣国リマダとの国境緩衝地帯近くに設けられたロケット発射台へと変更され、ロケット打ち上げに暗雲が立ち込める。
ラスト
打ち上げ当日、侵攻してきた共和国リマダ駐留軍と王国軍との間で、激しい局地戦が始まる。カウントダウンが一旦中止されるも、シロツグは操縦席の中から仲間たちに発射決行を呼びかける。
ロケットは弾丸飛び交う地上を離れて天高く上昇し、敵味方が見守る中、打ち上げは成功を遂げる。衛星軌道上にたどりついたシロツグは、地上の人々に向けた放送を始め、当初の原稿には無い祈りのメッセージを語りかける。

## 主な登場人物・声優
（括弧）内はLDメモリアルボックス添付のブックレットに記載されていた名称。

### 主要人物
シロツグ・ラーダット
声 - 森本レオ
宇宙軍士官第2期生で、階級は中佐（劇中で昇進し大佐）。宇宙飛行士候補。21歳。身長171cm、体重62kg。
中流家庭で平凡に生まれ育つ。学業の成績から水軍パイロットへの夢は諦め、仕方なく入った宇宙軍で漫然と過していた。
歓楽街でリイクニから宗教勧誘のビラを受け取ったのをきっかけに宇宙戦艦パイロットへ志願し、様々な訓練やトラブルを乗り越えながら史上初の宇宙戦艦（有人人工衛星）パイロットとなる。
リイクニ・ノンデライコ
声 - 弥生みつき
17歳。身長165cm、体重52kg。B78・W61・H88。
不仲な両親にないがしろにされ、熱心な宗教家の祖母に育てられた。祖母が外国系のクォーター。
親族が所有する郊外の一軒家でマナと暮らしていた。しかし親族が借金をしていたせいで家が取り壊されてしまい、その後は近くの教会に身を寄せる。
心の在りようを現実世界ではなく、外国系の宗教の信仰に置いており、歓楽街の路上でビラを配って布教活動を行っている他、劇中でも数度祈りを捧げるシーンがある。信心深いが浮世離れした性格の持ち主でもあり、欲情して自身を押し倒したシロツグを殴って気絶させてしまった際には、怒るどころか逆に自省の弁を語り、却って彼を困惑させてしまう。
シロツグがロケット発射場へ向かう直前、行先を告げずに「行ってきます」と笑顔を見せる彼を、同じように笑顔で見送った。
マナ
声 - 村田彩
5歳。身長108cm、体重22kg。
リイクニと共に暮らす無口で無表情な女児。不仲な夫婦の娘で、夫婦の経営する飲み屋の洗い場で働いていたリイクニが、喧嘩の絶えない家庭環境を見かねて、強引に引き取り同居させている。そうした生い立ちからか人見知りが激しく、人と付き合う術を知らず、シロツグとリイクニの言い争いを見て泣きだすこともあった。
あまりに無口であるため、シロツグは最初男の子と勘違いしたほどであったが、徐々に懐いてゆき、宇宙へ赴く彼を笑顔で見送った。
初期設定では活発な男児とされていた。

### 宇宙軍
マティ
声 - 曽我部和恭
宇宙軍中佐。第2期生。21歳。身長176cm、体重68kg。
シロツグの親友。要領が良く女にももてる。バイクマニアにしてカーマニア。繁華街に顔が広く、なじみの酒場女もけっこういるらしく、その女性からは「とんちゃん」と呼ばれている（その愛称の由来は初期設定の名前が「トンデン」である事から）。
ロケット打ち上げでは発射管制を担当。
カロック
声 - 平野正人
宇宙軍中佐。第3期生。23歳。身長183cm、体重70kg。
ロケット推進機関の専門家。普段は冷静だが一旦怒ると手が付けられず、「瞬間湯沸かし器」のあだ名を持つ。
ドムロット
声 - 鈴置洋孝
宇宙軍中佐。第1期生。21歳。身長170cm、体重5kg。
実家が地方豪族の名家で、プライドが高い。唯一残った第1期生。
自分のことは棚に上げて他人の無責任さを嫌っており、「宇宙軍一の無責任男」と呼ばれる。
ダリガン
声 - 伊沢弘
宇宙軍中佐。第3期生。25歳。身長167cm、体重60kg。
宇宙軍一の秀才で、レンズが側面まで伸びた眼鏡をかけている。趣味でSF小説を執筆し、雑誌に投稿しているが、掲載誌が必ず廃刊になるジンクスがある。
チャリチャンミ
声 - 戸谷公次
宇宙軍少佐。第3期生。20歳。身長160cm、体重65kg。
周囲との交友が少なく、愛猫と戯れている。風呂に入らず不潔、目つきと口が悪い。
ロケット発射時は、グリア天文台で観測を行った。
ネッカラウト
声 - 安原義人
宇宙軍少佐。第3期生。20歳。身長173cm、体重65kg。
変わり者で異常に新しい物好きなため、享楽的・派手好きな国民性のオネアミス王国民にあっても、周囲からは特異視されている。軍の公用車を私物化して乗り回している。
ヤナラン
声 - 島田敏
宇宙軍少佐。第3期生。20歳。身長190cm、体重105kg。
中小企業の会社社長子息として育ったため、大柄な体格に似合わぬお坊ちゃまな性格。しかし空軍下士官たちとの乱闘では、数人を相手に立ち回りを演じた。手先が器用で、発射基地では電気関係を担当。
マジャホ
声 - 安西正弘
宇宙軍少佐。第3期生。19歳。身長152cm、体重52kg。
メンバー最年少ながら老け顔であるため、子供がいるとの噂がある。実家はパン屋で、宇宙軍にも差し入れのパンが届いた。
ロケット発射時は、チャリチャンミとともにグリア天文台で観測を行った。
カイデン・ル・マシーレ
声 - 内田稔
王立宇宙軍将軍（司令官）。53歳。身長166cm、体重59kg。
宇宙軍の創設者にして最高責任者。王室にも通じるコネクションを生かし、有人衛星打上げに情熱を注ぐ。
裏金調達のための手段として、本来は軍人には禁じられている私企業（ダミー会社）を所有している。
もともとは歴史家を目指していたが、戦争が起き、祖国を救おうと軍隊に入った過去を持つ。
指導官
声 - 飯塚昭三
王立宇宙軍訓練指導官。41歳。身長185cm、体重70kg。
学位や資格もない叩き上げ軍人の典型。あだ名は「脳味噌筋肉」。「給料分の〜」が口癖。
ロケット発射時はカイデン将軍を補佐した。
宇宙軍における身分は軍人ではなく嘱託である。

### 宇宙旅行協会
グノォム博士
声 - 大塚周夫
宇宙旅行協会リーダー。51歳。
他の協会員とは違い、話の分かる頼れる存在。希代のプレイボーイ、冒険家でもある。シロツグをのぞいたロケット構成部品のそれぞれに、野生生物などの名前を借りて「責任をもって命名」している。
ロケット燃焼実験の時に爆発事故が発生し、シロツグは軽傷だったがグノォムは搬送先の病院で死亡。美貌の夫人がいた。
デクロ
声 - 及川ヒロオ
宇宙旅行協会に所属する7人の博士の内の1人。目が大きい。打ち上げ地変更を「（国防）総省の命令（だから逆らえない）」と語った。
ロンタ
声 - 槐柳二
宇宙旅行協会博士。車椅子を使用している。まだ完成していない水素エンジンをロケットに組み込もうとした。
老人D（ドンカン）
ポケットに手を入れてふわふわさせている仕草が可愛い。ロケット打ち上げの際に一段目切り離し成功を確認した。
老人E（エエガー）
突っ立っているだけで生きているか死んでるのかよくわからない。ロケットの発射場所がカネアに移ったのを知ったマティが声をかけるが無反応。
老人F（フォンマ）
いつもニコニコしていて、いつも何か食べている。
老人G（ゴイル）
松葉杖をついている。水素エンジンに反対したカロックに対して「後から来たくせに、ごちゃごちゃ抜かすな!」と怒鳴り散らした。
老人H（ハンパ）
度の強い眼鏡をしている。ロケット打ち上げの際に上昇高度の読み上げを担当した。

### 王国貴族
- 貴族A（トクロ・マヤウリ=モノヤ）:声 - 納谷悟朗
- 貴族B（オコウ・セノウミ=マゴ）:声 - 寺島幹夫
- 貴族C（ヨス・スイタリ=カシア）:声 - 梶哲也

将軍の提唱する宇宙戦艦計画の説明を受けた3名。うち1名は国防総相。すでに宇宙軍そのものを見限っており、真剣に説明する将軍に向かって「（宇宙軍設立について）我々は10年も前に後悔を済ませた。あとはどうやって忘れるか、だ」と価値を認めなかった。
ロケットの発射場を打ち上げに有利な赤道に近付けるという名目で、あえて隣国リマダ（共和国の衛星国）国境との「緩衝地帯（恐らく地球での非武装地帯）」ギリギリに変更し、故意にそれを奪わせて外交交渉の材料とするつもりだった。
なお、オネアミスの貴族は一般国民とは別の言語を使用しており、国防総省での会議でも途中まで将軍を含めその言語で会話をしていた。

### 王立空軍
- 空軍パイロット:声 - 沢りつお
飛行訓練に来たシロツグを同乗させ、複座型の練習戦闘機を操縦する。
- 管制官:声 - 石井隆夫
- 空軍士官A（ストイ・ネジーレ=ヤン）:声 - 村越伊知郎[注 5]
- 空軍士官B（ディロ・カサイキン=ヤン）:声 - 山下啓介
- 空軍士官C（キート・ロ=グリアン）:声 - 林一夫
宇宙軍士官達を挑発し、乱闘になってしまう。
- スピーカーの声:声 - 八代駿
- デンタ:声 - 山崎哲也

### 共和国
ネレッドン
声 - ウィリー・ドーシー
共和国の政治局次官。宇宙戦艦計画の阻止を図り、ロケット発射場への侵攻の指揮を執る。
書記官（デッサラ・ザーリ）
声 - フェイザンキー・ベロット
ネレッドン付の書記。
殺し屋
打ち上げ計画阻止の時間を稼ぐため、シロツグを暗殺する目的で共和国警察局からオネアミス王国に送り込まれた。周囲に怪しまれないよう老婆に化けていたが、実は男性。
- 作戦室アナウンサー:声 - スティーブ・フェルバー
- 交信者:声 - ドン・ウィットヤー
- 給油機交信者:声 - ウィアム・ロバーツ
- 司令官:声 - ジェリー・マッケーリック
- 共和国アナウンサー:声 - ドーラ・コートレル

なお、映像としては登場していないが、共和国の最高指導者のカン大統領は公開当時の書籍に設定画が記載されている

### その他
- 読経老婆:声 - 牧野和子
- 酒場の男:声 - 後藤敦
- 酒場の女、記者:声 - 勝生真沙子[注 6]
- 娼婦:声 - 小林優子
- 記録映画ナレーション、テンズ・コビク准尉:声 - 瀬能礼子
- 漫才師（コメディアン）A:声 - アントン・ウィッキー
- 漫才師（コメディアン）B:声 - オスマン・サンコン
- TVアナウンサー:声 - 徳光和夫
- トネス殿下:声 - 熊倉一雄
オネアミス王国の王族。「殿下」の尊称から王子（王太子）と思われる[12]。宇宙戦艦建造計画の発動記念式典で祝辞を述べたり、宇宙軍主催のパーティーでシロツグに「宇宙に行くのは怖くありませんか?」と声をかけていた。
- 国防総省前の衛兵:声 - 赤井孝美（ノンクレジット）[7]

## 登場メカニック

### 王国
宇宙軍・第4号ロケット
王国史上4個目のロケット。クラスター型3段式。正式名称は「立派になってね＝お姉さんも見守ってるわよ号」。それまで失敗続きだったため、軍上層部としては実質的な成果よりも政治の道具として用いようとする動きが強かった。
- 第1号ロケット - 銀色に塗った植木皿の打ち上げに成功。
- 第2号ロケット - 発射台上で爆発。
- 第3号ロケット - 推力が不足し弾道軌道に終わる。
- 第4号ロケット - 有人宇宙飛行に挑む。全長：35.3m、重量：385t。

宇宙軍・宇宙戦艦
対外的な示威として付与された勇ましい呼称と裏腹に、人ひとりを宇宙に飛ばしてまた戻ってくる機能しか持たない軌道宇宙船。あえて武装を挙げるとすれば斧を1本備えており、これは着水後にハッチが開かなかった時などの非常脱出用である。
宇宙飛行士に志願したシロツグは、宇宙戦艦の内部を再現した地上シミュレーターで操作訓練を受ける。そのシミュレーターは予算承認前だったため、裏金を用いて調達されたものであった。
作中では人間工学という概念はまだ生まれていないが、宇宙戦艦の什器はグノオム博士の経験にもとづいて、容易に操作できるように配置されている。
宇宙軍・公用車
前2輪後1輪の3輪式。自動車は一般にまだ手の届かない乗り物で、王室と癒着があるといわれるミグレン社が提供したからこそ、宇宙軍メンバーはこれに乗ることができる。もとは地味な色だったが、女性に受けがいいようにとネッカラウトが勝手に黄色に塗った。
- 全長：3285mm
- 排気量:1548cc

空軍・第3スチラドゥ
前翼型・推進式の戦闘機で、エンジンにはターボチャージャーを装備。プロペラは二重反転式で、プロペラブレードにはくの字型の後退角が付けられている。単座型と複座型を基本に電子測距儀を装備した夜間戦闘機などのバリエーションもあるとされる。本機はレーダーこそ未装備だが、飛行性能は水軍のジェット機を凌ぐほど高く、空戦速度では共和国軍のジェット戦闘機にもまだまだ対抗できるため、世界大戦が終わってから20年以上経過した劇中の時点でも最前線での配備が継続している。実戦機は臙脂色、練習機は青色に塗られている。
- 全長：14.4m
- 最高速度：750km/h
- 航続距離：1320km
- 武装：30mm機関砲 ×2

水軍・航空母艦
劇中世界の「地球」では、陸地と海の面積比が1対1で、その反面で陸地には広大な内水がある。王国は大陸の内陸国で、国境線が走る巨大な湖「ピッポウ湖」に面している。このため、王国の水上戦力は海軍ではなく水軍と呼ばれる。水軍は、湖の上に滑走路を作ることができる空母の運用に熱心で、砲撃による艦隊戦はあまり想定していない。作中の空母は発艦と着艦を効率的に行うための二段式の飛行甲板を持ち、離艦用にはスチームカタパルトを備えており、カタパルトのシャトルと航空機の主翼基部を締結する「ブライドル・ワイヤー」、そしてそれが離艦後に水中に落下するところも描かれている。レーザーディスク同封のブックレット等によると「ミナダンの王子様号」という名称とされる。
水軍・ジェット戦闘機
シロツグの少年時代に配備が始まった前翼型のジェット戦闘機。これに乗るには水軍に入るしかないため、彼の憧れであった。オネアミス王国で開発・生産されたものではなく、外国からの輸入品。ジェット技術が生まれたばかりの時代の産物で、総合性能ではプロペラ機に劣る。しかしこの世界では推進式プロペラ機が主流のため、急角度の離着艦でもプロペラを甲板に摺る心配がないことと、スクランブル発進に必要な加速度があることにより、あえて艦載機として採用された。第4号ロケット時代における配備の状況は不明。
- 全長：12.8m
- 最高速度：650km/h

陸軍・戦車
無限軌道式の戦車。機動的な共和国の装甲車とは好対照の重厚なスタイルを持つ。車体と砲塔は空軍戦闘機と同様の臙脂色に塗られている。作中では主に待ち伏せ用の砲台として用いられた。また、敵兵站をできるだけ浪費させるため、この戦車に似せたデコイが多数配置された。
水軍・情報収集艦
外観は漁船に偽装しているが、通信アンテナを多数備えている。ロケット奪取を狙う共和国側の動向を探っていた。
蒸気機関車
進行方向に対して、先頭に流線形の炭水車が配置され、その後ろに運転台と機関車がある。現実世界の蒸気機関車でいえば「逆機（キャブ・フォワード型蒸気機関車）」の姿勢にあたる。

### 共和国
空軍・ジェット戦闘機
前翼型ジェット機。亜音速性能を持つ。翼下にロケット弾24発を懸下可能なパイロンを備え、そのため増槽は翼の上に追いやられている。デッドウェイトになった場合は飛行中でも増槽のパージが可能。また空中給油装備を持ち、もともと航続距離の長くない本機の作戦行動力を大きく高めている。
- 全長：15.2mm
- 最高速度：880km/h（アフターバーナー使用時：980km/h）

空軍・空中給油機
この世界には珍しい翼の前にプロペラを持つトラクター方式の機体。これは給油時にプロペラが邪魔にならないよう配慮されているためである。空中給油はプローブアンドドローグ方式で行われ、複数機に対して同時に給油できる。作中のブリーフィングの場面では「空中要塞」と呼ばれていた。
陸軍・装輪装甲車
高い渡河能力と軽快な機動力で電撃戦の中心を担う。タイヤはソリッドゴムであるためパンクしない。1個分隊の兵士を同乗させることができる。
陸軍・ホバークラフト
不整地・沼地での作戦に用いられる兵員輸送装備。現実世界における同種の兵器の配備は1980年代になってからということもあり、この作中で表現されるところの「最新兵器」のひとつであると思われる。
陸軍・ロケットランチャー
兵士が一人で携行できるロケット弾発射筒。現実世界のRPG-2に類似したデザイン。作中の描写では、いったんロケットブースターに点火してから弾体が撃ち出されている。
静音拳銃
シロツグを襲う暗殺者が使用。連発式で、静音効果を高めるために、排莢・次弾装填は手動で行われる。現実で言うところのウェルロッドのような火器だが、銃把のレバーを操作することで排莢・装填を行えるため、銃を保持した片手だけで操作できる。
テレビ受信機
共和国ではカラーテレビ放送が始まっているのに対し、オネアミス王国で普及しているのはまだ白黒テレビ止まりである。
なお、オネアミスでのテレビ放送は放送局が少なく、放送も一日数時間のみなので、メディアの主流はラジオである。

## 文字
オネアミスで使用されている文字は音節文字で、ア行、カ行、サ行、タ行、ハ行、マ行、ラ行の各ア・イ・ウ・エ・オと、撥音の「ン」を表す文字があり、日本語のカナ文字と同じ体形を持っている。また、ナ行は「ン」＋母音、ヤ行は「イ」+母音、ワ行は「ウ」+母音の合字として存在する。濁音は元の文字の右下にヒゲを一画追加した文字で、半濁音は元の文字の右下にヒゲを二画追加した文字で表記する。なお、バ行とパ行は、同じ両唇音であるマ行の濁音と半濁音の扱いである。
数字は12進数で1から12までに対応する数字が存在するが、慣例的に使用されている単位以外は10進法が標準である。位取りを記数する場合は数字の12をゼロとして用い10と11の数字は使用されない。なおゼロの字形は「Z」を斜めにしたような文字であるが、カウントダウンのシーンで使用されているニキシー管のような表示器では、表示フォーマットの都合から、円の中央に小さな縦棒が入った文字で代用されている。

## 製作

### 企画
本作の企画母体となったのは、日本SF大会のOPアニメを製作するために組織されたアマチュア映像集団「DAICON FILM」である。岡田斗司夫が「色々やって人材もそろってきたし、このまま解散するのはつまらないから、何か企画はないか?」と発した所から始まった。当時大学生だった山賀博之・庵野秀明・前田真宏・貞本義行ら主要スタッフは『超時空要塞マクロス』や『風の谷のナウシカ』の制作現場に参加してプロの仕事を学んだのち、次の方向としてオリジナル商業作品の創作に向かった。
1984年6月の時点では製作費4000万円のオリジナルビデオアニメーション (OVA) として企画され、同時に代替え案として「『機動戦士ガンダム』のモビルスーツのバリエーションのプロモーションアニメ」「ある惑星のある国に、身長が15メートルぐらいの巨人が住んでいて、その巨人の国の高校生が学校を卒業し、『普通サイズの人間の国での傭兵』として就職する巨大ロボットもの」の企画も上がっていたが、当時EMOTIONレーベルで映像事業に進出していたバンダイの山科誠社長への売り込みが成功し、2時間の長編アニメ映画として製作することになった。本作を制作するためDAICON FILMは解散し、1984年（昭和59年）にGAINAXが設立された。映画製作の進行状況などは『月刊モデルグラフィックス』誌上において毎月リアルタイムに連載された。
| 「 | 機動戦士ガンダム以来、中高生を対象としたアニメは 「美形キャラが出て、かっこいいメカがかっこよく飛び回る方向性」に 技術や予算を差し向けて突き進んできました。 実際、昔より『受けた』ことは事実です。 しかし、それも今頭打ちの状態に来ています。この方式だと 「女の子はより可愛く、メカはより実在の物に近く、格好良くて、フルアニメ並のアクションは当然で」というように 制作者の手間が増える一方で、見る方はそれを一度見ただけで、 次のより刺激の強い作品を求めるという袋小路に追い込まれる一方なのです。 更に観客もそろそろこのマンネリにうんざりしている所があります。 方向転換できる新しいアニメとはどんなものでしょうか? この地球には、この世界には、まだまだ価値あることや意味あることが存在する、と 宣言する様な作品こそ、今、もっとも望まれるのではないでしょうか。 もちろんこれは今まで作られてきた、 現実には極力抵抗しない「かっこいい」絵空事のアニメとは正反対のものです。 が、その世界を厳然たるリアリティを持って描くこと、 感情移入しやすい主人公と一緒にその世界を体験し行動すること、 しかもその上で『宇宙旅行』という夢を持った出来事を描き、 その努力や行動を肯定的に描くことによって、 現代の若者が根源的に持っている欲求を癒し、 彼らの圧倒的な指示によって受け入れられることと信じます。 ―『王立宇宙軍』企画書より。 | 」 |
| —徳間書店刊「アニメージュ」1987年6月号「オネアミスの翼 企画 渡辺繁 創世記のTV特撮のあの熱気をとりもどしたかった」p.184より。 | |    |

企画書がバンダイに来た時、渡辺繁はフロンティア事業部に移ってビデオを担当していた。そこで世界初OVA「ダロス」を手掛けたことで、アニメーション業界のスタッフとつながりができた。そのつながりで押井守に企画書を見せて相談している。押井は「話自体はよくわからないけど、『後に残っていくものを作らなければだめだ』という考え方はすごくわかる。後は絵だ」と評した。すると押井は宮崎駿を紹介した。宮崎は庵野秀明が『風の谷のナウシカ』でアニメーターをしていたので「きっと面白いだろう」と勧めた、と渡辺繁は語っている。
山賀は当時24歳。アマチュアで名を馳せ、一部のアニメファンには知られた存在だったが、劇場用映画に大抜擢され、プロで実績のない制作集団が全国ロードショー作品を任されることは異例であった。またスタッフの平均年齢も24歳と若く、精密な世界設定や驚異的な作画水準など、アニメブーム期に台頭してきた若手クリエーターがセンスを発露する場となった。DAICON FILMの作品はマニア受けのするパロディやオマージュで知られたが、本作ではそうした要素を交えない姿勢に徹している。
貞本は当時を「最初に話を聞いた時は『2000万円のOVA』だったから敷居の低さが自分に合っていたのに、どんどん話が大きくなって後戻りできなくなった」と語っている。

### 脚本
物語のテーマは「自分が慣れ親しんでいる街並みから、世界で一番高い所へと階段を一段ずつ登っていく様に、上がる男の話」をメインとし、その要素を補強するために「現実の中のファンタジー」として、「食器・服等のデザインを微妙に変える」ことにより、現実の見慣れた情景に染み付いてしまった嫌な情報を払いのけ、観客の心を自由にする」ことを狙った。また、「ある男がある女に惹かれている。だが、男は女の『人間的に悪い部分』を徹底的に見てしまう。しかし、それでも男は女に惹かれてしまう」と徹底的にロマンティックな表現は排除し、リアルな物語の向こうにとてつもないロマンティックさを見いだす様な構成にする様に務めた。
本作の世界のバックボーンとなる「戦争」「宗教」についても、第二次世界大戦とそれに使用されたV2ロケット・Uボート、フォークランド紛争についての資料を読み漁り、キリスト教の原罪を中心に、聖書・般若心経等の様々な宗教を分析した上で、本作専用の宗教を作り上げた。
作品に強烈とも言える「現実感」を出すために、山賀は脚本・ラフの絵コンテを全て新潟で描いた。

### タイトル
本作の企画構想時にスタッフが喫茶店で打ち合わせをしていた時、隣の客がロイヤルミルクティーを注文した。山賀はとっさに「ロイヤル・スペースフォース」という語を思い浮かべ、これを和訳した「王立宇宙軍」を企画タイトルにすることを閃いた。「王立〜軍」という言葉は、イギリスの軍組織が「王立空軍 (Royal Air Force)」「王立海軍 (Royal Navy)」などと呼称されることを踏まえたものである。
これではイメージが固すぎるとの考えから、1986年の映画製作発表時には副題を付け、「王立宇宙軍 リイクニの翼」という仮タイトルになった。その後"リイクニの翼"では、観客の意識がリイクニに偏り過ぎるという事で"オネアミスの翼"に変更、さらに配給元の東宝東和の意向で主題と副題を入替え、劇場公開時は「オネアミスの翼 王立宇宙軍」のタイトルとなった。
この入替えは制作サイドからは不評であったため、レーザーディスク化の際「王立宇宙軍 オネアミスの翼」に戻され、以後の映像ソフトでもこのタイトルとなっている。

### パイロットフィルム
作品世界の雰囲気をスポンサーに伝えるために、わざわざ本編とは別の約5分のパイロットフィルムを制作した。1985年2月に予算300万円で制作がスタートした。
山賀は「主人公の決めポーズ・作品中のキーポイントとなる場面を抑える」「メカニック・建築方面のマニアが見ても楽しめる演出を紹介する」「若いスタッフ達が、宮崎駿監督作品にキャラクター・シーンを寄せて作っていることをアピールする」ことをテーマとした。
劇伴はリヒャルト・ワーグナーの「『ニュルンベルクのマイスタージンガー』の第1幕への前奏曲」を4分程に編集した音源が使用された。
絵コンテは山賀が描いたラフを貞本・前田・庵野が背景原図として使用できるまでに作り込み、正式な絵コンテの決定稿にまとめた。その上でカット毎に必要な美術設定を作っていった。これは事前に手間をかけることで、無駄な設定を作るのを避けるための制作システムの構築の一環でもあった。
渡辺は「正直いって、失望しました。その訳は僕が企画書・イメージボードを見て勝手に一方的な理想を膨らましていたせいなんです」「100点中60点。こんなもんじゃないだろう」と思い、バンダイの関係者に見せてもアニメーション長編映画に関わったスタッフがいなかったために、杉浦幸昌・尾形英夫のつながりを辿って、宮崎の意見を聞いた。宮崎は「アマチュアは土台がきっちりしたものは作れないかもしれないが、作品的に面白いものなり、状況を変える力を持つことは十分あり得る。もし彼らが『無名である』ということだけで、企画が行き詰っているのなら、できるだけ協力しよう」「彼らだったら飾り窓だけじゃなくて、建物そのものを建てられるはずだ」と太鼓判を押し、押井守も「やるべきだ」と推薦した。そして、宮崎・押井の両者がバンダイの役員会に出て出資を促した。その姿勢に渡辺は「自分が作ったわけではなくて、たくさんの人達に作らせてもらったんだ」といたく感動した。
1985年4月に完成し、制作の正式なゴーサインが出たが、「1985年いっぱいの設定制作作業と、本編の絵コンテ完成までの予算は出す。劇場用長編アニメ映画として正式に始動させるのは、1985年末に再び検討してから」「配給会社が決まらなかったら、本来の尺の4分の1の映像でOVAとしてまとめて、設定資料集を売る」という暫定的なものだった。

### デザイン
1984年から制作に入り、最初にイメージボード・ストーリーボード・美術ボードによる世界観の構築、大道具・小道具・キャラクター・メカニックのデザイン作業に1年以上かけて作品世界を固めていった。
貞本は設定量の膨大さに「一人でこなすのはとても無理だ」と判断し、東京造形大学造形学部出身の貞本の先輩・後輩に協力を仰いだ。山賀はメインのデザイナーを貞本一人に絞らず、多人数のデザイナーを起用することで、世界観に厚みを持たせた。これは山賀の「『異世界を作る』と決めた以上、コーヒーカップと戦闘機が同じ会社で作っているわけがない。一人だけで作ってしまうとラインが一緒になってしまって、いずれ限界が来る。だからこそ、色々な人の感性を集めて、設定を作らないと、本当の意味での『別の肌ざわりがある異世界の日常性』が作れない」「『今ある世界から、ちょっとだけずらした世界』に驚いてセンス・オブ・ワンダーを味わって欲しかった。海外旅行に行くのだって、普段見ているものが外国では変わったものに見えることが面白いわけ」という意向による。
渡辺は貞本の手掛けたイメージボードを「宮崎駿さん・大塚康生さんの影響は濃かったけど、インパクトがすごかったです。明らかに売れ線ではない、オリジナルの世界がありました。不思議な形の飛行機の絵とかいいと思いました」と評している。
コンセプトとして、山賀は「舞台設定は1930年代、そこでメインを張るのは1980年代の現代っ子」、貞本は「異世界だけど、異世界と感じちゃいけない。実際に映画を見た後に外に出たら、『作品の世界が繰り広げられている』と錯覚するような演出」「奇をてらうのではなくて、観客が自発的に興味を感じるような微妙さ」を表現することを目標にした。
貞本はキャラクターのデザインの際に参考として、貞本・宮崎が過去に所属していたテレコム・アニメーションフィルムの画風から離れて、誰も描いたことのないタッチを開発するために、大友克洋・浦沢直樹のリアル路線のセンスの影響を振り返った。そこからキャラクターの髪にハイライトを指定した。「丸めの輪郭の中に立体感を持たせながら、入れないといけないから大変でした」と振り返りつつも、「『漫画では普通にやってるのに、アニメではどうしてやらないのか』と疑問に思っていた。僕が最初にやったと思う」と自負している。またメカニック関係のデザインに対しても、他のスタッフによる数々のスケッチをデザインの決定稿へと修正していった。
イメージボードの作業は1985年夏まで続いた。「車やメカニックを描ける人はメカを、シーンのイラストを描ける人はそのシーンのイラストに」とそのスタッフが得意な分野に専念させた。
赤井は1985年秋に参加。山賀の仕事の補佐・キャラクターデザインの手伝い・仕上げのチェック・色彩設定の仕事をこなしていった。
樋口は岡田から、「これからくるスタッフに物語の世界観・演出意図を徹底的に叩き込んで欲しい。演出部は山賀の分身と言ってもいいくらいに」と言われたこともあって、デザイン作業のスタッフに対して、道具・材質・形についてのディスカッションを繰り返した。「そもそもこの世界のスプーンは何なのか」についての議論だけでも1日2時間を費やした。
シロツグのモデルはトリート・ウィリアムズを参考にしている。デザイン作業の途中で「もっと顎を張らして」「顔は四角く」「眉毛は太く」等、最終的な決定稿になるまでに苦労した。
リイクニについて、山賀は「旧世代の良識の象徴」「シロツグ以外の考え方」の代弁者として設定した。貞本は「彼女といったらこれ」と言える特徴を敢えて持たせないことで、逆説的に「現実にもいそうな女の子」を作ろうとした。反面、「自然な存在感を出し、現実と重なる何か」を感じてもらうためにシーン毎に、同じキャラクターとは思えない程に表情を変える様にした。
山賀は「異世界は楽ですよ。『こうです』と言い切ればいいわけですからね。調べる必要はありませんし、なければ作ってしまえばいい。ただ、スタッフ全員に徹底させるのは大変でした。『あの世界の機械の確立』までは行っていませんよ。『その飛行機がどんな会社が作っていて、どんな目的で作られたのか』というところまではたどり着いていませんから。デザイン指示で『思いつかなかったら、アール・ヌーヴォーに逃げてください』『ちょっと新しい感じですね。じゃあそこはアール・デコにしましょう』ってお願いしていましたからね」と振り返っている。

### 美術
舞台は山賀の出身地である新潟をベースにしている。新潟のイメージをそのまま持ってくるのではなく、新潟の市街地の規模・雰囲気を再現しようとした。コンセプトは「新宿・銀座・浅草の全ての要素がありつつも、全てが小さい街。市街地から少し離れるともう畑や空き地がある」というイメージを出そうとした。
山賀・小倉と美術班が新潟でロケーション・ハンティングを行い、小倉に「街の作り」「古い部分と新しい部分の折衷された空間」「街がどの様に使用されているのか」「荒れ野とも空き地ともつかない無人地帯と市街地のつながり方」等作品世界の雰囲気を掴んでもらった。
1985年8月に渡辺・岡田・貞本・庵野とスタッフ達がアメリカに取材旅行に行った。スミソニアン博物館・国立航空宇宙博物館・ニューヨークのビル街まで見て回り、最後にNASAでスペースシャトルの打ち上げを見学した。1日目が雷で中止・2日目も上がらず、翌日も失敗すると1ヶ月は延期で制作スタッフ達もすぐに帰らなければならない時に、台風が来ていたのをNASAのスタッフが強引に打ち上げたのを見学できた。本編のクライマックスはこの出来事がベースになり、庵野は「本物を見たからできた。記録フィルムではあの光と音の印象はわからない」と振り返っている。
小倉は最初は「ピクニックに行きたくなるような平和な色」をイメージしたが、山賀は「もっと殺伐とした感じにしてください。異世界での周囲から浮いてしまったキャラクターのお話なので、雰囲気が沈んでくれないとダメなんです」「異世界に現実感を出すには光と影・コントラストが必要だ。暗い部分はつぶれてもいいし、明るい所はとんでもいい」と注文した。
小倉は「建物を如何にリアルに見せていくか」をテーマにし、建物の設定が別のスタッフによって出来上がっていたため、それを「人間が住める街にしていく」様に仕上げていった。
色彩設定は全体的に渋めだったが、「それだけだと寂しい」と判断した小倉が敢えて鮮やかな色を使う箇所もあった。

### 作画
1985年12月に東宝東和が配給することが決まり、本格的な作画作業に入ることになり、4パートに分けられた。1986年1月取締役会でバンダイの製作費全額出資が決まり、制作の最終的なゴーサインがでた。ここにおいて、仕事場を高田馬場から吉祥寺に移転し、常駐スタッフも40名以上になった。
本編の作画は地味なシーンが多いCパートから始まった。理由として「地味であるが故に、的確な演技力・作画力が重視される」ことを見越して、比較的スケジュールが楽な時期にじっくり時間をかける様にした。その他にも、上述の通り「万が一映画としての企画が中止になったら、Cパートだけで30分のOVAとしてまとめよう」という渡辺の意向もあった。
また、他のパートの絵コンテがまだ不完全だったという事情もある。これは山賀の「画面構成に力を入れたい」「イメージボード・ストーリーボードをカード形式に組み合わせて、それをそのまま絵コンテに反映させたい」という意向もあった。全てのパートの絵コンテが完成するのは1986年6月のことだった。
貞本は総作画監督を務めた。パイロットフィルムの制作を通して、「自分のペースではとても一人で全編まで関わるのは無理だ」という判断から、3人の作画監督を立てることを要請した。「その方が一人でやるよりも、演技・表現に厚みが出る」という狙いもあった。作画監督としては、シロツグ・リイクニ・マナがメインで映る所を中心に担当した。貞本は「あの頃に戻れるなら、参考例として『新世紀エヴァンゲリオン』を見せてあげて、『沖浦啓之さんに手伝ってもらえ』とアドバイスしたい」「当時は動画・原画の実力や経験もなければ、天才でもないのに、自分にとっては神様の様なベテランやスターアニメーター達にどの面下げて頼めるのか」「コンプレックスの塊どころか火だるまだった。2回程『辞めたい』と言ってしまった」と振り返っている。
庵野はDパートの戦闘シーン・ロケット発射シーン、全編の火・水・煙等の自然現象の作画監督を務めた。実写映画でいう特撮監督にあたる立場だった。庵野のテーマは「実写の印象を壊さない」「戦闘シーンは本物を見た印象を、そのまま絵に転換する様に描く」「迷彩・影は使わない」「『宇宙戦艦ヤマト』で友永和秀さんがやっていた、影は極力避けたシンプルでパワー・重量感のあるメカニック描写を再現する」「『目を大きくする』『歯をむき出しにする』等の派手な演技はさけて、絵の芝居・演技の中だけで表現する」ことを志向した。戦闘シーン・ロケット発射シーンに関しては絵コンテの設計の段階から様々な意見を出し、誰に原画を発注するかを決め、レイアウトをチェックし、「高速で移動するメカは1コマ撮りにする」「音楽はかけっぱなしで」「カメラも戦場に置いた感じで」と演出指示まで行い、透過光・ブラシ処理・光のエフェクトにもかなり気を使った。山賀は「そのシーンに関しては、彼が『監督』であり、完全に彼に最終的な判断を委ねた」と語っている。一部の爆発・噴射の煙の描写は、庵野が全ての動画を手掛けた。庵野は「ジェット機が射つ曳光弾のシーンは、恐らくアニメという媒体で初めて、その弾丸が放つ独特の光を出せたと思います。ただ、その分作画には通常の3倍近い時間がかかりました」「『スペシャルエフェクトアーティスト』という肩書は『アーティストで名づけたらアーティストだろう』という、世間への軽い嫌がらせで気持ちでつけたんです。表現にしても、当時流行していた『SFX』という言い方が嫌で、『エフェクト』にしてやれと。自分が嫌なものを肩書にしたんです。こんなに後々まで残るとは思いませんでした(笑)」と振り返っている。
森山はA・Bパートの作画監督を担当した。森山は本作のキャラクターに服に緩やかなたるみがあり、人より動く服の動きを描き足したりした。森山は「こういう絵は初めてだった」と振り返っている。
飯田はC・Dパート中心の作画監督を担当し、その他のシーンでも色々なカットを修正した。着任してしばらくは、上がってくるレイアウトの修正を担当していた。その内に原画スタッフとの作画の打ち合わせの際に、本編の絵コンテを大きくコピーして、細かい演技プランを描き込んだラフを使って打ち合わせを進めた。飽くまで本番ではなくラフを使った説明なので、原画を描く側も、作画監督も気軽に参加できて、意思疎通にかかる時間も短縮されて、レイアウト作りがはかどった。作画監督としては「原画スタッフの動かし方・演技等の個性を大切にする」ことを目指した。原画スタッフとしては「こういう時、このキャラクターだったらどう動くんだろう」とキャラクターの身に立って動かす様にした。
山賀は「カメラを10cm下げてくれ。『絵に描いた風景を現実としてカメラで撮影した時のリアル』という意味での10cmで」とレイアウトに対して細かい指示を出した。
樋口は作画の打ち合わせ会議で、普通のアニメの様に「この画を描いて下さい」と指定するのではなく、樋口が会議の場でキャラクターの動きを自身の体で演じながら、「この場面の芝居について、考えて下さい」と指示し、カメラのアングルまで打ち合わせで固めていった。
緻密でリアリティある作画を実現するため、シロツグの初めて体験する飛行訓練シーンでのプロペラ回転始動のカットなど一部にはコンピュータグラフィックスも導入されている。しかし、テクスチャマッピングされた動画にも莫大な時間と費用を要する時代であり、その節約のため、ワイヤーフレームで描かれた線をなぞって手書きの動画に起こす手法が採られた。
純粋に作画にかけることができたスケジュールは半年だった。貞本は「せめて1年は欲しかった」と振り返っている。

### 音楽
『戦場のメリークリスマス』で映画音楽を手がけた坂本龍一が音楽監督を担当した。
経緯は当時、バンダイで音楽ビデオを売ろうとしていて、忌野清志郎・細野晴臣に向けた企画があった。それを立てた鵜之澤伸が細野のマネージャーと仲良くなって、坂本のマネージャーにつながった。山賀からも「坂本さんとやってみたい」という話が出てきた所から始まった。
山賀が事例としてフランキー・ゴーズ・トゥ・ハリウッドの「リラックス」・トルコ音楽「エンド・オブ・エイジア」「コーダ」を示して、「『リラックス』をメインにしつつも、トルコ音楽の『古いような新しいような異世界』の雰囲気も出して欲しい」と指定した。坂本は「普通の映画音楽を求められていた様ですが、僕としてはロック・テクノの手法を使ってクラシックを感じさせる」方向性にした。坂本から「ロックの方が格好良いと思うよ?」と提案され、山賀は「分からないけど、じゃあ格好いい方で!」と注文した。
坂本が全体を統括し、上野耕路・野見祐二・窪田晴男に楽曲を割り振っている。坂本が4種類のメインテーマを参考として提示し、それを基に坂本を含めた各作曲家がシーンに合わせて自由なアレンジ（バリエーション）を行っている。坂本は周囲より早くスタジオ入りし、メインテーマを制作した。坂本は「映画のラッシュみたいなもので、本当は発表したくなかった」「当時は日本にいなかった。先にメインテーマの制作作業を終わらせた後に『ラストエンペラー』のために中国に行ってたから、4人で共同作業をすることはなかった」と振り返っている。
分担は窪田がアクションシーンに合わせて、ロック的なアレンジ・野見が打ち込みが得意だから、テクノっぽいシーン・上野がオーケストレーションアレンジが上手かったため、クラシカルなシーンを担当した。
上野・野見・窪田のオリジナルの楽曲も含まれる。
坂本と共に作編曲を担当した上野耕路、野見祐二は『子猫物語』『ラストエンペラー』でも共作している。なお、書籍「坂本龍一・全仕事」（山下邦彦編、1991年）にて『メインテーマ』と『リイクニのテーマ』の坂本本人の作曲時のスケッチを見る事が出来る。
サウンドトラック盤には未収録曲があったが、そのほとんどは、1990年発売のLDのコレクターズボックスと後発の北米版DVDに音声特典で収録された。
2018年4月26日、音楽監督の坂本龍一はニューヨークでのインタビューにて、本作に対しあまり気に入っていないんですと言及している。なお、インタビュー時は『王立宇宙軍』のタイトルは出さず、アニメ映画の音楽との関わりについて今から35年前に担当したことがある（アニメ作品）として紹介した。このインタビューについて、プロデューサーの岡田斗司夫は自身の動画配信にて、アニメーション映画に音楽をあてることについての理解不足・見解相違があり、齟齬が残り続けている旨を語っている。
作品イメージソングとして統乃さゆみ『オネアミスの翼〜Remember Me Again〜』（CBSソニー。作詞・森生紗都子、作曲・長戸大幸）がビーイングによって制作され宣伝映像に用いられたが、アニメ本編で使用されることはなかった。

### 製作
公開当時、ハリウッドでのプレミア上映などプロモーションにかかった宣伝費などを含む総製作費は8億円と発表された。のちに岡田斗司夫は制作費は3億6000万くらいと述べている。この件に関し、山賀は当初バンダイからもらった予算が3億6000万円、坂本龍一の音楽監督起用で4000万円追加され、それでも足りず4000万円オーバーした（=4億4000万円）と具体的な数字を述べている。山科誠（バンダイ社長）は、製作費8億のうち「宣伝費が3億ぐらい。（現場サイドには）実質的には4億ちょっと、5億ぐらいですか」と述べている。
山科は後に「岡田君から、当時のアニメ映画の数倍にあたる制作費を求められたんです。びっくりしました」と驚きながらも、権利関係はバンダイが全て取得できるということでGOサインを出したことを告白している。

### キャスティング
主人公のシロツグ・ラーダット役を俳優の森本レオが担当したほか、声優陣はベテラン・中堅の実力派を多数起用している。当時現役日本テレビアナウンサーであった徳光和夫がTVアナウンサー役で、外国人タレントとして人気だったアントン・ウィッキーとオスマン・サンコンはコメディアン（漫才師）役として声をあてている。徳光和夫は映画公開前に日本テレビで放映された今作の特集番組にも出演している。
また、敵対勢力である共和国側の人物の会話は全て架空の外国語によって進行し、その内容は字幕で表現するが、その声優には全て外国人が充てられた。これは、日本人が発音するとどうしても嘘くさくなるため、より外国としての現実感を出すための演出方法として採り入れられたもの。
森本は山賀から「うまくやらないでくれ」と注文され、「苦い思いがありましたね。今でも分からないんです。ずっとうろたえながらやっていました。『大河に流され、たどり着くのかよ?』と。ただ、どんどん興奮していくんですよ。段々楽しくなったんです」と振り返っている。山賀は「生意気にも『声優の演技の世界じゃないところで、できないか?』と考えていた。声優だけで固まった世界に新風を吹き込みたかった。芝居で場をまとめるのではなく、空間がフワッと不安定にした方がリアルだと思った」と意図を語った。

### プロモーション
全体的な宣伝は、現場のスタッフとは無関係に進められていた。
日本での試写会にて、報道用の宣伝資料が配られたが、内容は「聖少女リイクニ」「愛の軌跡」「オネアミスの永遠の平和と繁栄を約束する謎の聖典」「超能力『マインド・コミュニケーション』」「一瞬で王国を全滅させる巨大兵器」等本編には全く関わりのない設定が並び、物語の解説も「風の谷のナウシカ」を思わせる紹介だった。
日本の公式上映に先駆け、1987年2月18日午後19時（現地時間）にロサンゼルス・グローマンズ・チャイニーズ・シアターでワールドプレミア上映が行われた。
英語版タイトルは「STAR QUEST」である。
シド・ミード、マイケル・ビーン、ノア・ハザウェイらが来場し、その映像美を「素晴らしい」と高く評価した。
しかし、「画とストーリーが一致していない」「作品のテーマがわからない」「主人公の行動原理が理解できない」という批判が相次いだ。これは英語版のシナリオが制作される際にアメリカのスタッフにより大幅に編集され、完全に原版である日本語版とはニュアンス・構造が異なっているためである。例として、
- シロツグは「ランディ」、リイクニは「ダイアナ」と名前が変えられている[53]。
- 笑顔で褒めたたえるシーンが、英語版では恐れおののいている[53]。
- 諦めないで立ち向かうシーンが、英語版では落ち込んで助けを求める言葉になっている[53]。
- オネアミスが「王国」ではなく「共和国」になっている[53]。
- シロツグが「士官第2期生」から「エリート士官」という設定になっている[53]。
- 効果音が全体的に弱い[53]。

トーレン・スミスは「キャラクター達が無機質に画面上を左右に動くだけの、脚本家の操り人形と化している。全部がひどいわけではなく、原語版より理知的な表現だった箇所もある。しかし、あまりにもストーリーを把握していない。原語版でのしっかりした科学考証が、英語版では完全にメチャクチャです」とほぼ全体的に批判している。
岡田は「英語版を見た後、しばらく落ち込んでしまった」「日本語版のシナリオをちゃんと直訳したバージョンもあったのに、実際には使われなかった」「英語の教材としてはすごくいいかもしれない。言葉はきれいな英語で分かりやすいし、日本語版を見た後に英語版を見て、その相違点を考えるだけで、文化風習の違いまでわかってしまう（笑）!」と証言している。
山賀は「矛盾点があったとはいえ、アメリカのスタッフが手を抜いたわけではない。逆に1ヶ月にも満たない限られたスケジュールと予算の中で『よくあれだけの日本語を再現できたな』と思いました。本格的な英語版を作るとしたら、それこそ膨大な予算と時間がかかるでしょう」「キャラクターが笑うシーンでは、皆笑っていた。日本人だったら抑えて『クスクス』と笑うところで、海外の観客は大笑いしていた。少なくとも、『笑うところは万国共通だ』と痛感した」「英語版を1本の作品として評価することは不可能に近い。英語版を批判するということは、我々日本の全スタッフを批判することになる」「逆にもっと編集するなり、内容を多少いじったりしてもよかった。今更ながらアメリカのスタッフに『いじらないでくれ』と言ったことを反省しています。ただ、日本のアニメが無残にズタズタに編集されてアメリカに紹介されている状況を考えてみた場合、『全くフィルムに手を加えずに上映できた』ことはやはり大きな一つの記録であり、前進できたとも言えるでしょう」と総括している。

### その他
樋口は演出部に入り、絵コンテを描いていた。しかし、その絵コンテはスケジュールが遅れている中で進行状況・展望をバンダイに示すためのダミーであり、山賀から「どうせ物語を頭の中に入れなきゃいけないんだから、書いて」と言われて描いた。その絵コンテは、本編には全く反映されなかった。
公開当時、上映時間の都合からカットされた場面（約1分）があり、「メモリアルボックス」において登場キャラクターの声優である森本レオ・曽我部和恭による追加アフレコを行った上で本編に組み込まれた。その後1997年発売の「サウンドリニューアル版」ではこの場面は特典映像扱いとなり、本編は公開版に戻されている。これとは別に東宝東和側から、一日の上映回数を増やすため40分程度尺をカットするよう求められた際、企画の岡田斗司夫が「フィルムを切るのなら俺の首を切れ！」と啖呵を切り、阻止した。
1992年（平成4年）頃には山賀自身によって続編の『蒼きウル』が構想されたが、諸事情から凍結となった。その後も何度か製作再開が発表されたが、まだ実現には至っていない。
2007年にバンダイビジュアルがBDソフトの発売に参入するにあたり、本作にちなんだ「HONNEAMISE」がBD用レーベルとして5年間使われることになる。

## 興行成績
一部でロングラン上映をする館もあったが、まだ一般層にとっては難解かつ、当時のトレンドとは異なった大人向けのストーリー展開のためか興行成績は振るわず、総製作費8億円に対し配給収入は3億4700万円に終わった。GAINAXの次作となるOVA『トップをねらえ!』では一転してアニメファンを意識した戦略がとられた。
しかし、その後のビデオ・レーザーディスク（「メモリアルボックス」）は長く好調な販売を記録した。1997年（平成9年）にドルビーデジタル版（「サウンドリニューアル版」）が制作、同年11月2日に公開された。アニメ制作会社の経営者対談の中で、近藤光（ufotable社長）は「オネアミスの翼は15年かかって回収しているんです」と述べている。
2007年7月27日にはブックレット付BOX仕様ブルーレイ版、翌2008年7月25日には通常のブルーレイ版も販売され、各販売サイトで高評価を得て現在も販売が継続されている。
公開35周年を迎え、2022年に4Kリマスター版によるリバイバル上映が行われることが決定し、10月28日の公開が発表された。上映劇場では430ページの「絵コンテ集」が付属するUHD ブルーレイ「4Kリマスターメモリアルボックス」の「特別限定版」が先行販売される。7月から森本レオが35年振りにシロツグのセリフを吹き込んだ、4Kリマスター上映とUHD BD発売を告知するテレビCMが公開された。

## 評価
山賀は「『描き込みがすごい』『動きがすごい』とよく周囲から言われたんですけど、ぶっちゃけ僕らが準備作業の段階から、タッチや画面で目立つ場所をずるく突くことでお客さんを騙したんです。『天空の城ラピュタ』は本作の5倍、『AKIRA』なんて本作の10倍はディテールを描き込んでいます」「あの年齢で、アニメの基本的な制作システムを大学に入ってから初めて知ったからこそ、デザイン関係に対して妥協なしで効率性を無視して、無駄な部分まで頑張れた」と振り返っている。
わかつきめぐみは「自分でやりたい事があって、『自分勝手な方法論でしかそれを表現できない』と分かった時に、そうしてしまった監督の姿勢には同じ作り手としてすごく共感できました。変におもねっていない所がうれしいですね」「キャラクターが類型的でない上に、表に出すぎていない所がいいですね。個人的にはマナが好きです。シロツグと分かり合えて笑うシーンがあるでしょう。あそこの歯を出す直前の表情が絶品でした」とスタッフの姿勢と表現に対して、好意的に評している。
大友克洋が「AKIRA」の制作システムの研究・開発の一環で、本作の制作スタジオに来訪し「背景を見せてください」と頼み、何枚も見た。大友のパートナーが「よく描き込んでいますね」と言っても、大友が少し「うーん」と唸った後、「もっと描き込むことができますよ（笑）」と語った。
アニメーション監督の宮崎駿は、金のない無名の若者たちが集団作業で作る姿勢に好感を持って応援し、制作にあたってバンダイを説得するための役を買って出た。完成した作品にもある程度の評価をしているが、劇中のロケット打ち上げのシーンで将軍が簡単に打ち上げを諦めたことや、主人公以外の努力してきた年配者を描かないことを批判。『キネマ旬報』1987年3月下旬号では、山賀とほとんど口論に近い形の対談を行っている。
漫画家でアニメーション監督の安彦良和は、「全然素晴らしいとは思わない。何のメッセージもない。ただ映像は素晴らしい。誰がやったんだこんなとんでもない作画。そういうことをやって何を言いたいんだっつったら、地球は青かったって言うんですよ。それガガーリンだろ、50年代だろ、ふざけんな(笑)。青いの当たり前じゃない、みんな知ってんだよ。それが物凄い気持ち悪かったんですよね。こんなに無意味なもの、これだけのセンスと技術力を駆使して表現しちゃうこいつら何なの？って」と、厳しい言葉を交えつつも評価している。
映画監督でアニメーション演出家の押井守は2016年のインタビューで、「本格的な異世界ファンタジーをちゃんとやりきれたフィルムなんて数えるほどしかない」と述べ、アニメでの例として『風の谷のナウシカ』とともに本作を挙げている。1993年の取材では、初号プリント鑑賞の際に、監督の山賀が作中でドラマ性を否定していることに気づき、その後何度か見直す度に、元からドラマを作る気が全くなかったという確信に至ったという。そして、意図的にドラマ性を排除しても映画は成立することが証明され、それは非常に良いことだと評価している。

## スタッフ
- 監督・原案・脚本 - 山賀博之[72]
- 絵コンテ - 山賀博之・庵野秀明[40]・前田真宏[73]
- エクゼクティブ・プロデューサー - 山科誠
- 企画 - 岡田斗司夫[72]、渡辺繁[72]
- プロデューサー - 末吉博彦、井上博明
- キャラクターデザイン・作画監督 - 貞本義行[72]
- 作画監督 - 庵野秀明[72]、飯田史雄[72]、森山雄治[72]
- 美術監督 - 小倉宏昌
- 撮影監督 - 諫川弘
- 撮影スーパーバイザー - 八巻磐
- 編集 - 尾形治敏
- 音響監督 - 田代敦巳
- 効果 - 柏原満（オリジナル版） / 倉橋静男（サウンドリニューアル版）
- 録音 - 林昌平（オリジナル版） / 名倉靖（サウンドリニューアル版）
- 音楽監督 - 坂本龍一[72]
- 音楽 - 坂本龍一、上野耕路、野見祐二、窪田晴男
- 助監督 - 赤井孝美、樋口真嗣、増尾昭一
- 脚本協力 - 大野木寛
- 設定スーパーバイザー - 野田昌宏、江藤巌
- オープニング・エンディングイラストレーション - 大西信之
- スペシャルエフェクトアーチスト - 庵野秀明
- 現像 - 東京現像所
- 企画協力 - DAICON FILM、GENERAL PRODUCTS
- 制作 - GAINAX[72]
- 製作 - 株式会社バンダイ

## 関連商品

### ソフト
- VHS、LDは廃盤。

- 【DVD】王立宇宙軍 オネアミスの翼 1998年7月25日発売
- 【DVD】王立宇宙軍 オネアミスの翼 ＜通常パッケージ版＞ 1999年8月25日発売
- 【DVD】EMOTION the Best 王立宇宙軍 オネアミスの翼　 2009年12月22日発売
- 【HD DVD】王立宇宙軍 オネアミスの翼 2007年7月27日発売
- 【Blu-ray】王立宇宙軍 オネアミスの翼 ＜ツインパック＞ 2007年7月27日発売
- 【Blu-ray】王立宇宙軍 オネアミスの翼 2008年7月25日発売
- 【4K UHD Blu-ray & Blu-ray】王立宇宙軍 オネアミスの翼 ＜4Kリマスターメモリアルボックス＞[74]
  - ＜特別限定版＞（絵コンテ集 430P 付属）2022年10月28日 上映劇場先行販売 / 11月4日 A-on STORE、EVANGELION STORE限定販売
  - ＜通常版＞ 2022年11月25日発売

### 小説
オネアミスの翼-王立宇宙軍 I・II
ソノラマ文庫より1986年（昭和61年）、1987年（昭和62年）に発売。内容の大筋は同じながら映画では描ききれなかった多くのエピソードが加筆されている。著者は飯野文彦。
オネアミスの翼 王立宇宙軍
ソノラマ文庫版の合本版。2010年（平成22年）に朝日新聞出版の朝日ノベルスレーベルで刊行。

### その他
オネアミスの翼-王立宇宙軍 ドキュメントファイル
映画公開時にバンダイビジュアルから発売されたメイキングビデオ。当時のスタッフも出演している。現在に至るまで他媒体（LD、DVD、BD）での映像特典などでの収録及び単体発売はされていない。